# Xyzzy
Xyzzy è una parola magica usata nell'avventura testuale Colossal Cave Adventure. In informatica questa parola è usata qualche volta come variabile metasintattica, oppure come trucco nei videogiochi.
In matematica la parola è usata come promemoria per il prodotto vettoriale.

## Origine
L'uso moderno deriva principalmente da uno dei primi giochi per computer, Colossal Cave Adventure, nel quale occorre esplorare una caverna con molte "stanze" e trabocchetti e raccogliere i tesori che vi si trovano. Il gioco, creato nel 1976, non dispone di interfaccia grafica, ma si avvale di suggestive e pittoresche descrizioni dei luoghi.
Digitando xyzzy al momento giusto il giocatore può muoversi istantaneamente tra due luoghi molto distanti.
Centinaia di giochi successivi hanno risposto al comando xyzzy come tributo a Colossal Cave Adventure.
Giochi più recenti hanno mostrato una tendenza a risposte più elaborate ed umoristiche.
L'origine della parola è stata oggetto di dibattito. Mentre una storia comune racconta che William Crowther, l'autore di Colossal Cave Adventure, la inventò mentre scriveva il gioco, Rick Adams nota che il termine mnemonico "XYZZY" era stato a lungo usato dagli insegnanti di matematica per eseguire prodotti vettoriali, essendo l'ordine nel quale moltiplicare gli elementi. 

## Usi
- Il termine xyzzy è stato effettivamente implementato come comando NOP da vari sistemi operativi.
- In Data General AOS/VS, per esempio, l'esecuzione del comando xyzzy risponde tipicamente "Nothing happens" (non succede nulla), proprio come il gioco se la parola magica è invocata nel luogo sbagliato oppure se il giocatore non ha ancora eseguito l'azione che la abilita. In più recenti versioni a 32-bit, AOS/VS risponde "Twice as much happens".[2] (succede il doppio).
- Il gruppo Usenet alt.xyzzy è usato per messaggi di test, ai quali altri lettori, se ve ne sono, abitualmente rispondono "Nothing happens" come segno che il messaggio è stato ricevuto.
- Il servizio IMAP Google, quando viene eseguito il comando CAPABILITY, segnala un'opzione chiamata XYZZY. Se viene eseguito il comando XYZZY, il server risponde "OK Nothing happens.".
- In mIRC, digitando il comando /xyzzy viene visualizzata la risposta "Nothing happens".
- Nel gioco Diablo II, il comando /xyzzy letteralmente non fa nulla, contrariamente ad altri comandi inutilizzabili che ricevono la risposta "That is not a valid command" (Non è un comando valido).
- Il popolare Campo minato in Microsoft Windows ha una "modalità trucchi" attivabile inserendo il commento xyzzy, poi premendo il tasto maiuscolo, che trasforma il pixel in alto a sinistra dello schermo in un piccolo punto bianco o nero, per segnalare se il cursore si trova o no su una mina.[3]

Questa opzione è presente in tutte le versioni tranne Windows Vista, ma sotto Windows 95, 98 e NT 4.0 il pixel è visibile solo se il desktop standard di Explorer non è in esecuzione.

## Un termine da non usare come password
A causa del suo status di "parola magica canonica" xyzzy non deve essere usata come password.